# Черний, Виталий Николаевич
Черний Виталий Николаевич (укр. Віталій Миколайович Черній; 10 февраля 1971 год, Киев) — украинский профессиональный баскетболист и тренер.

## Карьера игрока
Виталий Николаевич Черний родился в Киеве. Карьеру игрока начал в 1992 году в ЦСКА Киев, в котором отыграл пять лет. Следующим клубом Черния был мариупольский «Азовбаскет», которому он помог пробиться в Суперлигу. В 1999 году вернулся в ЦСКА Киев, а ещё через два года перешёл в «Сумыхимпром», где и закончил карьеру игрока.
Наивысшими его достижениями были серебряная и бронзовая медаль чемпионата Украины с ЦСКА в 1993 и 2000 годах.

## Тренер юниоров и ассистент
В 2004 году новый главный тренер «Сумыхимпром» известный литовский специалист Римантас Эндрияйтис предложил Чернию стать его ассистентом. В этом качестве Виталий Николаевич проработал три года.
В 2007 году стал тренером дубля БК Киев. В том же году был помощником временно исполняющего обязанности главного тренера национальной сборной Украины Валентина Берестнева.
В октябре того же года был назначен главным тренером кадетской сборной Украины (до 16 лет) и помощником главного тренера юниорской сборной Украины(до 18 лет). Черний руководил кадетской сборной на чемпионате Европы 2008 года среди кадетов, где его подопечные, победив Венгрию,Израиль и Латвию, заняли в итоге девятое место. На чемпионате Европы среди юниоров руководимая Олегом Рубаном и Чернием команда заняла 12 место и с трудом, но осталась в Дивизионе А.

## Главный тренер
В середине сезона 2008—2009 БК «Киев» постиг тяжелый финансовый кризис. Клуб был вынужден расстаться по ходу сезона со всеми легионерами и в результате чемпионат доигрывала команда, состоящая из исключительно украинских игроков, немалую долю которых составляли молодые игроки, выращенные в дубле Виталием Чернием. Неожиданный успех «украинизированного» состава, сумевшего занять четвёртое место, подвиг руководство клуба назначить главным тренером украинского специалиста — всего второй раз в истории. И этим специалистом стал тренер дубля Виталий Черний.
В сезоне 2009—2010 БК «Киев», состоящий из воспитанников дубля Черния и нескольких опытных украинских баскетболистов удивил всю Украину, заняв четвёртое место в регулярном сезоне Суперлиги и проиграв лишь в полуфинале плей-офф. Искрометная, бесшабашная игра местных воспитанников приглянулась болельщикам и Виталий Черний был признан открытием тренерского цеха Украины. Черний работал в БК «Киев» до конца сезона 2013/ 2014. В нём он вывел команду в плей-офф Суперлиги с 8 места, но проиграл в первом раунде будущему финалисту — «Химику».
8 июля 2014 года Виталий Черний был назначен новым главным тренером киевского «Будивельника». С 2018 по 2020 годы был главным тренером МБК «Николаев». С 2020 по 2021 год был главным тренером баскетбольного клуба «Прометей».

## Сборная Украины
В апреле 2010 года Виталий Черний был избран главным тренером национальной сборной Украины по баскетболу. Это решение было принято Федерацией Баскетбола Украины единогласно.
В начале августа сборная Украины примет участие в отборочном турнире чемпионата Европы-2011 года. Соперниками подопечных Черния станут Босния и Герцеговина, Македония, Венгрия и Великобритания.

## Черний-тренер
Черний считается жестким тренером, ставящим во главу угла дисциплину, послушание и выполнение указаний тренера. Вместе с тем он энергичен, умеет создать хорошую атмосферу в команде, умеет сплотить коллектив и настроить его на достижения. Он умеет увлечь за собой игроков, добиться от них максимальной самоотдачи в каждом матче. БК Киев под его руководством слывет молодой, но очень цепкой, неуступчивой командой, которая любит играть в быстрый и интересный баскетбол и всегда настраивается бороться до последнего.
Черний также уделяет немало внимания тактической подготовке игроков, основательно готовится к каждому матчу и внимательно изучает соперника. На тренировках тактике уделяется немало времени.
7 марта 2015 года выиграл свой первый крупный трофей в качестве главного тренера — обыграв со счетом 73:60 БК «Днепр», его команда одержала победу в Кубке Украины.